# 後藤秀四郎
後藤 秀四郎（ごとう ひでしろう、1880年〈明治13年〉1月 - 没年不明）は、大正から昭和時代の政治家。大日本帝国陸軍軍人。千葉県船橋市長。

## 経歴
東京府出身。後藤義文の三男。陸軍士官学校（12期）を卒業し、大佐に累進し、第1師団司令部附（千葉医科大学服務）を最後に予備役編入となる。その後、1938年（昭和13年）12月に船橋市長に就任した。
太平洋戦争前夜の市政を担当し、市金庫の設置、市立船橋中学校（のちに県立）の開設、町会設置、常備消防部設置などを行った。太平洋戦争末期に船橋市は空襲を受け、1945年（昭和20年）5月には第1次疎開が行われた。終戦後も3か月混乱した市政を担当した。
戦後、公職追放となった。